# Кирилов Іван Кирилович
Кири́лов Іва́н Кири́лович (рос. Кирилов Иван Кириллович‎‎; *1695 — †1737, Самара) — російський географ та картограф, статський радник (1734).
Народився в сім'ї піддячого. Від нього походить рід Кирилових. Службу почав за Петра I. З 1734 начальник Оренбурзької експедиції. Обер-секретар Сенату. Засновник Орська та Бузулука. Помер 14 квітня 1737 року.